# Старое Пронинское
Старое Пронинское — деревня в Захаровском районе Рязанской области. Входит в Плахинское сельское поселение.

## География
Находится в западной части Рязанской области на расстоянии приблизительно 17 км на север по прямой от районного центра села Захарово.

## История
На карте 1850 года показана как Пронская с 15 дворами. В 1859 году здесь (тогда сельцо Пронинское Рязанского уезда Рязанской губернии) было учтено 17 дворов , в 1897 (уже Старое Пронинское) — 7.

## Население
Численность населения: 167 человек (1859 год), 58 (1897), 1 в 2002 году (русские 100 %), 1 в 2010.